# Frank Bridge
Frank Bridge (Brighton, 1879. február 26. – Eastbourne, 1941. január 10.) angol zeneszerző.

## Élete
Bridge Brightonban született 1879-ben. Tanulmányait a londoni Royal College of Music-ban végezte 1899 és 1903 között többek között Charles Villiers Stanford vezetésével. Számos vonósnégyesben működött közre brácsásként, valamint karmesterként helyettesítette Henry Woodot. Ez követően a zeneszerzés felé fordult és a neves műpártoló, Elizabeth Sprague Coolidge támogatását élvezte. Magánúton tanított is, diákjai közül kiemelkedik Benjamin Britten, aki az ő tiszteletére írta meg a Variációk egy Frank Bridge témára című művét. 1941-ben halt meg Eastbourneban.

## Zenéje
Bridge munkásságának korai szakaszában még érződnek a 19. századi romantika vonásai, későbbi vonósnégyesei azonban már a második bécsi iskola jegyeit viselik magukon. Munkásságára hatással voltak Maurice Ravel és különösen Alekszandr Nyikolajevics Szkrjabin.

## Művei

### Színpadi zene
- The Christmas Rose (A karácsonyi rózsa) - opera

### Zenekari művek
- Enter Spring
- The Sea
- Summer
- Two Poems for Orchestra
- Oration

### Kamaraművek
- Vonósnégyesek (No. 1, No. 2, No. 3, No. 4, Novelletten, Three Idylls, Londonderry Air, Sir Roger de Coverley, Sally in Our Alley, Three Pieces for String Quartet)
- d-moll csellószonáta
- Zongorás trió
- Zongoraötös

### Zongoraművek
- Zongoraszonáta

## Hangfelvételek
- Az éjszaka közepén – Youtube.com, Közzététel: 2014. nov. 26.
- A tenger – Youtube.com, Közzététel: 2015. jún. 14.
- Az óraüveg – Youtube.com, Közzététel: 2016. jan. 21.
- Tündérmese – Youtube.com, Közzététel: 2016. jan. 4.
- 3 költemény – Youtube.com, Közzététel: 2016. jan. 21.

## Kották
- Bridge, Frank. International Music Score Library Project. (Hozzáférés: 2019. május 17.)

## Külső hivatkozások
- (angolul) Bridge dalainak kivonatai
- (angolul) Frank Bridge (1879-1941)életrajz International
- (angolul) Műveinek listája